# Moira Abernethy
Moira Abernethy, född 29 maj 1939, är en sydafrikansk före detta simmare.
Abernethy blev olympisk bronsmedaljör på 4 x 100 meter frisim vid sommarspelen 1956 i Melbourne.